# Herzogschloss Wesel
Das zwischen 1438 und 1443 erbaute Herzogschloss in Wesel lag am Kornmarkt und war die lokale Residenz der Klever Herzöge. Es diente später als Kommandantur der Festung Wesel und wurde 1945 zerstört.

## Lage
Das Schloss lag am Rand des Kornmarkts und der davon abzweigenden Ritterstraße. Heute befindet sich dort ein Bildungszentrum mit der Stadtbücherei Wesel und der Volkshochschule Wesel-Hamminkeln-Schermbeck.

## Geschichte
Wesel unterstand im Spätmittelalter den Klever Herzögen und besaß seit 1241 Stadtrecht. 1255 hatte die Stadt die Zusicherung erhalten, dass die Klever Herzöge in Wesel kein festes Haus, also ein burgähnliches Gebäude mit militärischen Zwecken, errichten würden. Die Einhaltung dieser Zusage war eine Voraussetzung des Schlossbaus. Verantwortlich für den Bau des Schlosses war der Klever Herzog Adolf I. und ursprünglich wurde ein Baubeginn um 1417 vermutet. Primärquellen deuten jedoch darauf hin, dass der Bau erst zwischen 1438 und 1443 vollzogen wurde. Das Schloss entstand am Rand des kleinen Platzes uppen Brink (auf dem Brink), aus dem um 1500 ein Marktplatz wurde und sich über Jahrhunderte der Kornmarkt in seiner heutigen Ausdehnung entwickelte. In direkter Nachbarschaft lag eine Niederlassung des Johanniterordens mit der ihr zugehörigen Johanniskirche. Durch die finanziellen Auswirkungen der Soester Fehde verkaufte amtierende Klever Herzog das neue Schloss 1445 an die Stadt Wesel, um an dringend benötigte Finanzmittel zu gelangen. 1464 erfolgte der Rückkauf durch das Herzogtum Kleve. Es wird angenommen, dass das Schloss auch zwischen 1445 und 1464 ohne Probleme durch die Herzogsfamilie genutzt werden konnte. Das Schloss diente besonders repräsentativen Zwecken, unter anderem als Kaiser Maximilian I. in den Jahren 1502 und 1512 die Stadt besuchte.
Nach dem Tod des Herzogs Johann Wilhelm im Jahr 1609 fielen Wesel und damit auch das Schloss an die Kurfürsten von Brandenburg. Faktisch kam es jedoch zunächst zu einer Besatzung durch spanische Truppen und das Schloss diente ab spätestens 1616 einem spanischen Gouverneur als Residenz. Es folgten wechselnde Herrschaftsverhältnisse, 1629 wurde Wesel durch niederländische Truppen erobert und stand seitdem unter brandenburgischer Herrschaft mit einer weiterhin vorhandenen niederländischen Garnison. 1672 nahmen französische Truppen die Stadt ein und herrschten dort bis zum Friede von Nimwegen 1678/79. Danach unterstand Wesel wieder preußisch-brandenburgischer Herrschaft und wurde im 18. Jahrhundert zunehmend zur Festungsstadt ausgebaut. Damit einher ging, dass das Schloss als Kommandantur für die Festung genutzt wurde, auch wenn es selbst ohne militärische Ausstattung blieb. Es wurde vielfach von bekannten Personen, auch aus Kunst und Wissenschaft besucht. Darunter war Ende 1716 die Frau des russischen Zaren Katharina I. und 1750 der französische Philosoph Voltaire. Nachdem Friedrich II. von Preußen aufgrund eines Konflikts mit seinem Vater im August 1730 nach England fliehen wollte und dieser Plan misslang, wurde er nach Wesel gebracht. Am 12. August 1730 fand im Weseler Schloss ein erstes Verhör statt, in dem es zu einem weiteren heftigen Streit zwischen Friedrich und seinem Vater Friedrich Wilhelm I. gekommen sein soll.
Im frühen 19. Jahrhundert war Wesel für einige Jahre unter französischer Herrschaft und gehörte dann wieder zu Preußen. Erst 1886 wurde mit der Entfestigung der Stadt begonnen. Damit wurde das Gebäude nicht weiter als Kommandantur genutzt. Zu Beginn der 1930er-Jahre wurde das Schlossgebäude umfassend restauriert und wieder näher an seinen ursprünglichen spätgotischen Bauzustand gebracht. Ab 1936 war es der Standort des Niederrheinischen Museums für Orts- und Heimatgeschichte. 1945 wurde das Gebäude während des Zweiten Weltkriegs vollständig zerstört.